# Rock Me Baby
Singles de B. B. King
How Blue Can You Get
(1964) Help The Poor
(1964)
Rock Me Baby est un standard de blues devenu l'une des chansons de blues les plus enregistrées de tous les temps. Il trouve son origine dans Rockin' et Rollin' , une chanson 1951 de Lil' Son Jackson, lui-même inspiré par des blues plus anciens. Les versions de Muddy Waters et B. B. King ont fait la célébrité de la chanson. Lorsque l'enregistrement de Rock Me Baby par B. B. King sort en 1964, il devient son premier single à atteindre le Top 40 du palmarès Hot 100 du magazine Billboard. 

## Chansons antérieures
Rock Me Baby de B. B. King est basé sur la chanson Rockin' and Rollin'  de Lil 'Son Jackson en 1951. Les paroles de King sont presque identiques à celles de Jackson, bien que les chansons soient instrumentalement différentes : Rockin' and Rollin' est un morceau en solo, avec Jackson au chant s’accompagnant lui-même à la guitare, alors que Rock Me Baby est un morceau collectif. 
La chanson Rock Me de Muddy Waters, enregistrée en 1956, est également basée sur celle de Jackson. Certaines paroles de Jackson sont utilisées, mais Waters y incorpore aussi quelques vers de son titre All Night Long de 1951 (également basé sur Rockin' and Rollin'). La version de Muddy Waters utilise également l'air de guitare de Jackson et le début de la voix sur le 4e accord. Il l'interprète comme un blues inhabituel à quinze mesures (un nombre inégal de mesures, plutôt que les traditionnelles 12, voire 8 ou 16 mesures). Muddy Waters enregistre une 2e version de Rock Me pour son album I'm Ready en 1978. 
Rockin' and Rollin' de Jackson est elle-même inspirée par des chansons de blues antérieures. Beaucoup de chansons des années 1920 aux années 1940 utilisent une combinaison de rock, roll, baby et mama dans le titre ou les paroles, bien qu'instrumentalement, elles soient différentes de Rock Me Baby, Rock Me ou Rockin' and Rollin'. La chanson Rockin' Chair Blues de Big Bill Broonzy, datant de 1940, sert de base à plusieurs interprétations et utilise fréquemment la phrase rock me baby comme, par exemple, « Rock me baby now, rock me slow... now rock me baby, one time before you go ». Rock Me Mama, la chanson d'Arthur Crudup de 1944, est également basée sur la chanson de Broonzy et répète le même refrain, mais utilise mama à la place de baby. Roll Me Mama, une chanson de 1939 de Curtis Jones, partage quelques phrases avec Rockin' and Rollin'  (« like a wagon wheel », « ain't got no bone »).

## Version de B. B. King
La chanson suit une progression d'accords de blues à 12 mesures et est exécutée dans un tempo modéré en clé de do, sur une mesure à 
. Les remplissages de guitare de King sont un élément clé de la chanson, suscitant son attrait pour les guitaristes. La partie de piano est également importante. Joe Bihari, l'un des propriétaires de Kent, rappelle le pianiste collaborant fréquemment avec King, Maxwell Davis, bien que d'autres aient été suggérés, tels que Lloyd Glenn ou Jimmy McCracklin. 
Il y a des doutes concernant la date à laquelle B. B. King enregistre Rock Me Baby. Bien que King ait signé avec ABC-Paramount Records le 14 janvier 1962, son ancien label, Kent, continue à sortir des singles (et des albums) jusque dans les années 1970. Les dates d'enregistrement estimées vont d'environ 1958 à avant 1962. La chanson est publiée peu de temps après la sortie de How Blue Can You Get sur Paramount en 1964, et atteint le numéro 34 dans le Billboard Hot 100,. Rock Me Baby est le premier des six disques de B. B. King à atteindre le Top 40. En 1997, King réenregistre la chanson avec Eric Clapton pour l'album Deuces Wild.

## Influence
Au fil des ans, de nombreux artistes de blues ou autres interprètent et enregistrent Rock Me Baby, qui est devenu un standard de blues. Bien que Rockin 'and Rollin' en 1951 par Lil' Son Jackson serve de base à de nombreuses versions, les interprétations de B. B. King et de Muddy Waters sont celles qui l'ont rendue célèbre.

### Reprises
Parmi les nombreux artistes ayant repris Rock Me Baby, on peut citer notamment :
- 1964 : 
  - Paul Butterfield Blues Band sur l'album The Original Lost Elektra Sessions (paru en 1995),
  - Memphis Slim, sur Steady Rolling Blues[note 2]
- 1965 : Otis Redding sur l'album Otis Blue: Otis Redding Sings Soul,
- 1966 :
  - Alexis Korner's Blues Incorporated (Rock Me), sur l'album Sky High,
  - Junior Wells (All Night Long) sur l'album Chicago/The Blues/Today!,
  - The Animals sur Animalisms (réédition de 2014),
  - The Doors, en concert à Hollywood, paru sur London Fog 1966 en 2016,
- 1967 : 
  - Jimi Hendrix[10] au Monterey Pop Festival, entre autres. Ce dernier a par la suite recyclé la chanson sous le nom de Lover Man qu'il interprète régulièrement en concert jusqu'à sa mort.
  - Jeff Beck avec Rod Stewart (Rock My Plimsoul) en face B du single Tallyman, puis sur l'album Truth en 1968,
- 1968 : Jefferson Airplane en concert au Fillmore West de San Francisco, paru sur Bless Its Pointed Little Head en 1969
- 1969 : 
  - Lightnin' Hopkins sur l'album Lightnin',
  - Ike et Tina Turner, sur Outta Season
  - Albert Collins (Medley: Baby What You Want Me To Do / Rock Me Baby) sur Trash Talkin',
  - Fleetwood Mac sur Blues Jam In Chicago Vol. 2 (version Remastered, 2004),
- 1970 : Slim Harpo sur Slim Harpo Knew the Blues,
- 1972 : Luther Allison[11] sur Bad News Is Coming,
- 1973 : 
  - Mike Bloomfield, John Paul Hammond et Dr. John sur l'album Triumvirate,
  - Johnny Winter, sur Still Alive and Well,
  - Isaac Hayes, sur Live at the Sahara Tahoe
- 1976 : 
  - Deep Purple, extrait inclus dans le morceau Mistreated sur l'album live Made in Europe,
  - Hound Dog Taylor (Rock Me) sur Beware Of The Dog!,
- 1985 : Dr. Feelgood, sur l'E.P. Mad Man Blues, puis sur la réédition de Down by the Jetty en 2006.
- 1992 : LaVern Baker, sur Woke Up This Mornin'
- 1993 : Tina Turner sur l'album What's Love Got to Do with It,
- 2003 : The Rolling Stones avec Angus et Malcolm Young[12] lors d'un concert à Sydney.

### Samples
Certains rappeurs utilisent parfois des échantillons d'une des nombreuses versions de Rock Me Baby, notamment :
- 1988 : Sir Mix-a-Lot sample la voix de B. B. King sur le single Square Dance Rap, paru sur l'album Swass.
- 1999 : Champtown, Eminem et Chaos Kid samplent la guitare de Johnny Winter sur le titre What Color Is Soul?, album Now or Never Nigga!